# 沙沃伊
沙沃伊，是匈牙利绍莫吉州所辖的一个村。总面积26.84平方公里，总人口490，人口密度18.3人/平方公里（2011年1月1日）。